# Curling op de Olympische Winterspelen
De sport curling staat sinds 1998 op het programma van de Olympische Winterspelen. Hiervoor stond curling een aantal maal als demonstratiesport op het programma. Het curlingtoernooi van 1924 wordt sinds 2006 als officieel olympisch onderdeel erkend door het Internationaal Olympisch Comité.
In 1936 en 1964 stond de demonstratiesport ijsstokschieten, een Beierse variant op curling, op het programma.

## Edities
| Spelen    | Jaar      | Gaststad / Gastland                           | Accommodatie                               | Datum                                      | Landen                                     | Sporters                                   | Sporters                                   | Sporters                                   | Ond.                                       | Winnaar medaillespiegel                    |
| Spelen    | Jaar      | Gaststad / Gastland                           | Accommodatie                               | Datum                                      | Landen                                     | Totaal                                     | M                                          | V                                          | Ond.                                       | Winnaar medaillespiegel                    |
| --------- | --------- | --------------------------------------------- | ------------------------------------------ | ------------------------------------------ | ------------------------------------------ | ------------------------------------------ | ------------------------------------------ | ------------------------------------------ | ------------------------------------------ | ------------------------------------------ |
| XXV       | 2026      | Milaan en Cortina d'Ampezzo, Italië           | Stadio Olimpico del Ghiaccio               | 6–22 februari                              |                                            |                                            |                                            |                                            | 3                                          |                                            |
| XXIV      | 2022      | Peking, China                                 | Ice Cube                                   | 2–20 februari                              | 13                                         | 120                                        | 60                                         | 60                                         | 3                                          | Zweden                                     |
| XXIII     | 2018      | Gangneung (Pyeongchang), Zuid-Korea           | Gangneung Curling Centre                   | 8–25 februari                              | 13                                         | 113                                        | 57                                         | 56                                         | 3                                          | Zweden                                     |
| XXII      | 2014      | Sotsji, Rusland                               | Ice Cube Curling Center                    | 10–21 februari                             | 12                                         | 100                                        | 50                                         | 50                                         | 2                                          | Canada                                     |
| XXI       | 2010      | Vancouver, Canada                             | Hillcrest Centre                           | 16–27 februari                             | 12                                         | 100                                        | 50                                         | 50                                         | 2                                          | Canada                                     |
| XX        | 2006      | Pinerolo (Turijn), Italië                     | Palazzo Polifunzionale del Ghiaccio        | 13–24 februari                             | 13                                         | 100                                        | 50                                         | 50                                         | 2                                          | Canada                                     |
| XIX       | 2002      | Ogden (Salt Lake City), Verenigde Staten      | The Ice Sheet at Ogden                     | 11–22 februari                             | 12                                         | 100                                        | 50                                         | 50                                         | 2                                          | Groot-Brittannië Noorwegen                 |
| XVIII     | 1998      | Karuizawa (Nagano), Japan                     | Kazakoshi Park Arena                       | 9–15 februari                              | 9                                          | 80                                         | 40                                         | 40                                         | 2                                          | Canada                                     |
| 1994      | 1994      | Geen curling op de Olympische Winterspelen    | Geen curling op de Olympische Winterspelen | Geen curling op de Olympische Winterspelen | Geen curling op de Olympische Winterspelen | Geen curling op de Olympische Winterspelen | Geen curling op de Olympische Winterspelen | Geen curling op de Olympische Winterspelen | Geen curling op de Olympische Winterspelen | Geen curling op de Olympische Winterspelen |
| XVI       | 1992      | Pralognan-la-Vanoise (Albertville), Frankrijk | Patinoire olympique                        | 4–5 februari                               | 11                                         | 80                                         | 40                                         | 40                                         | 0 + 2 d.                                   | Duitsland Zwitserland                      |
| XV        | 1988      | Calgary, Canada                               | Olympic Indoor Arena                       | 14–20 februari                             | 9                                          | 73                                         | 38                                         | 35                                         | 0 + 2 d.                                   | Canada                                     |
| 1936-1984 | 1936-1984 | Geen curling op de Olympische Winterspelen    | Geen curling op de Olympische Winterspelen | Geen curling op de Olympische Winterspelen | Geen curling op de Olympische Winterspelen | Geen curling op de Olympische Winterspelen | Geen curling op de Olympische Winterspelen | Geen curling op de Olympische Winterspelen | Geen curling op de Olympische Winterspelen | Geen curling op de Olympische Winterspelen |
| III       | 1932      | Lake Placid, Verenigde Staten                 | Olympic Arena                              | 4–5 februari                               | 2                                          | 32                                         | 32                                         | –                                          | 0 + 2 d.                                   | Canada                                     |
| 1928      | 1928      | Geen curling op de Olympische Winterspelen    | Geen curling op de Olympische Winterspelen | Geen curling op de Olympische Winterspelen | Geen curling op de Olympische Winterspelen | Geen curling op de Olympische Winterspelen | Geen curling op de Olympische Winterspelen | Geen curling op de Olympische Winterspelen | Geen curling op de Olympische Winterspelen | Geen curling op de Olympische Winterspelen |
| I         | 1924      | Chamonix-Mont-Blanc, Frankrijk                | Stade Olympique                            | 28–30 januari                              | 3                                          | 16                                         | 16                                         | –                                          | 1                                          | Groot-Brittannië                           |

## Onderdelen
| Onderdeel      | 24 |  | 32 |  | 88 | 92 |  | 98 | 02 | 06 | 10 | 14 | 18 | 22 | Totaal |
| -------------- | -- |  | -- |  | -- | -- |  | -- | -- | -- | -- | -- | -- | -- | ------ |
| Mannen         | •  |  | d  |  | d  | d  |  | •  | •  | •  | •  | •  | •  | •  | 8      |
|                |    |  |    |  |    |    |  |    |    |    |    |    |    |    |        |
| Vrouwen        |    |  |    |  | d  | d  |  | •  | •  | •  | •  | •  | •  | •  | 7      |
|                |    |  |    |  |    |    |  |    |    |    |    |    |    |    |        |
| Gemengd dubbel |    |  |    |  |    |    |  |    |    |    |    |    | •  | •  | 2      |
| Totaal         | 1  |  |    |  |    |    |  | 2  | 2  | 2  | 2  | 2  | 3  | 3  | 17     |

d = demonstratie onderdeel; • = medaille onderdeel

## Medaillewinnaars
Succesvolste olympiërs
De 'succesvolste olympiërs' in curling zijn drie Zweedse vrouwen, zij waren lid van het team dat in 2006 en 2010 de olympische titel won en  twee Canadezen die na hun gouden medaille in het mannen- (2010) en vrouwentoernooi (2014) in 2018 goud in het gemengddubbel behaalden.
| P | Olympiër                                 | Land | Editie(s)  | Goud | Zilver | Brons | T | Onderdeel              |
| - | ---------------------------------------- | ---- | ---------- | ---- | ------ | ----- | - | ---------------------- |
| 1 | Cathrine Lindahl Eva Lund Anette Norberg | SWE  | 2006-2010  | 2    | 0      | 0     | 2 | vrouwen                |
| 1 | John Morris                              | CAN  | 2010, 2018 | 2    | 0      | 0     | 2 | mannen, gemengddubbel  |
| 1 | Kaitlyn Lawes                            | CAN  | 2014-2018  | 2    | 0      | 0     | 2 | vrouwen, gemengddubbel |

Meervoudige medaillewinnaars
Overige meervoudige medaillewinnaars in de sport curling.
| Olympiër                   | Land | Editie(s)  | T | Goud | Zilver | Brons | Onderdeel |
| -------------------------- | ---- | ---------- | - | ---- | ------ | ----- | --------- |
| Kevin Martin               | CAN  | 2002, 2010 | 2 | 1    | 1      | 0     | mannen    |
| Torger Nergård             | NOR  | 2002, 2010 | 2 | 1    | 1      | 0     | mannen    |
| Agnes Knochenhauer         | SWE  | 2014-2018  | 2 | 1    | 1      | 0     | vrouwen   |
| Joe Polo John Shuster      | USA  | 2006, 2018 | 2 | 1    | 0      | 1     | mannen    |
| Mirjam Ott                 | SUI  | 2002-2006  | 2 | 0    | 2      | 0     | vrouwen   |
| Niklas Edin Oskar Eriksson | SWE  | 2014-2018  | 2 | 0    | 1      | 1     | mannen    |
| Markus Eggler              | SUI  | 2002, 2010 | 2 | 0    | 0      | 2     | mannen    |

## Medaillespiegel
Tot en met de Olympische Winterspelen van 2018.
| Plaats | Land             | NOC    | Goud | Zilver | Brons | Totaal |
| ------ | ---------------- | ------ | ---- | ------ | ----- | ------ |
| 1      | Canada           | CAN    | 6    | 3      | 2     | 11     |
| 2      | Zweden           | SWE    | 3    | 3      | 2     | 8      |
| 3      | Groot-Brittannië | GBR    | 2    | 1      | 1     | 4      |
| 4      | Zwitserland      | SUI    | 1    | 3      | 3     | 7      |
| 5      | Noorwegen        | NOR    | 1    | 1      | 2     | 4      |
| 6      | Verenigde Staten | USA    | 1    | 0      | 1     | 2      |
| 7      | Denemarken       | DEN    | 0    | 1      | 0     | 1      |
| 7      | Finland          | FIN    | 0    | 1      | 0     | 1      |
| 7      | Zuid-Korea       | KOR    | 0    | 1      | 0     | 1      |
| 10     | China            | CHN    | 0    | 0      | 1     | 1      |
| 10     | Frankrijk        | FRA    | 0    | 0      | 1     | 1      |
| 10     | Japan            | JPN    | 0    | 0      | 1     | 1      |
| Totaal | Totaal           | Totaal | 14   | 14     | 14    | 42     |

Chamonix 1924 · 
Lake Placid 1932 · 
Garmisch-Partenkirchen 1936 (*) · 
Innsbruck 1964 (*) · 
Calgary 1988 · 
Albertville 1992 · 
Nagano 1998 · 
Salt Lake City 2002 · 
Turijn 2006 · 
Vancouver 2010 ·
Sotsji 2014 ·
Pyeongchang 2018 ·
Peking 2022 
Lijst van olympische medaillewinnaars

(*) IJsstokschieten
Olympische Zomerspelen
Olympische Winterspelen
Gerelateerd
Olympische Jeugdspelen · Paralympische Spelen · Deaflympische Spelen · Special Olympic World Games
IOC · COA · BOIC · NOC*NSF · NAOC · SOC